# Gheorghe Airinei
Gheorghe Airinei (n. 24 ianuarie 1928, Buhuși, România – d. 1994, București, România) a fost un inginer de telecomunicații și politician comunist român, membru supleant al Comitetului Central al Partidului Comunist Român în perioada 28 noiembrie 1974–23 noiembrie 1979.

## Biografie

### Studii
După ce a făcut Școala normală „Gheorghe Asachi” din Piatra Neamț între anii 1939–1947, a urmat între anii 1949–1953 Facultatea de Telecomunicații de la Institutul de Transporturi București și Universitatea Serală de Marxism-Leninism.

### Activitate
A fost membru de partid din iulie 1958.
A fost, printre altele, director general (1964–1965) la Direcția regională P.T.T.R. București; director general al Direcției Generale Telefon, Telegraf din Ministerul Poștelor și Telecomunicațiilor (din 1965 până în 17 ianuarie 1966); adjunct al ministrului Poștelor și Telecomunicațiilor (din 21 ianuarie 1966); șef al Departamentului Poștelor și Telecomunicațiilor (din 3 aprilie 1971); adjunct al ministrului Transporturilor și Telecomunicațiilor (25 august 1973–30 august 1982).
În perioada 10 ianuarie 1983–14 mai 1988 a fost ambasador extraordinar și plenipotențiar al R.S.R. în Sudan, apoi a fost membru al Consiliului Național al Radioteleviziunii Române.
Pentru contribuția sa la crearea, dotarea și dezvoltarea învățământului de specialitate în telecomunicații, s-a acordat numele „Gheorghe Airinei” unui colegiu din Capitală, în cartierul Drumul Taberei.

## Distincții
- Ordinul Muncii clasa a III-a;
- Medalia Muncii;
- Insigna „Merit în poștă și telecomunicații”.

## Vezi și
- Lista membrilor Comitetului Central al Partidului Comunist Român